# Unterlettenrangen
Unterlettenrangen (oberfränkisch: Ranga) ist ein Gemeindeteil der Großen Kreisstadt Kulmbach im Landkreis Kulmbach (Oberfranken, Bayern). Unterlettenrangen liegt in der Gemarkung Leuchau.

## Geographie
Die Einöde liegt am rechten Ufer des Roten Mains und am Schellenbach, einem rechten Zufluss des Roten Mains. Die Kreisstraße KU 16 führt nach Dreschen (2,2 km nördlich) bzw. nach Langenstadt (0,4 km südwestlich).

## Geschichte
Unterlettenrangen ist wahrscheinlich eine Ausbausiedlung von Langenstadt. 1740 wurde der Ort erstmals namentlich erwähnt. Der Name leitet sich von der Flurbezeichnung „Lettenrangen“ ab, die ein aus Letten bestehenden Boden am Rand eines Grabens bezeichnet.
Gegen Ende des 18. Jahrhunderts bestand Unterlettenrangen aus einem Anwesen. Das Hochgericht übte das bayreuthische Stadtvogteiamt Kulmbach aus. Die Kaplanei Creußen war Grundherr des Gütleins.
Von 1797 bis 1810 unterstand der Ort dem Justiz- und Kammeramt Kulmbach. Mit dem Gemeindeedikt wurde Unterlettenrangen dem 1811 gebildeten Steuerdistrikt Gößmannsreuth und der 1812 gebildeten gleichnamigen Ruralgemeinde zugewiesen. Mit dem Zweiten Gemeindeedikt (1818) wurde die Gemeinde nach Leuchau umbenannt. Am 1. Juli 1976 wurde Unterlettenrangen im Zuge der Gebietsreform in Bayern nach Neudrossenfeld eingegliedert.

### Einwohnerentwicklung
| Jahr      | 001818 | 001861 | 001871 | 001885 | 001900 | 001925 | 001950 | 001961 | 001970 | 001987 |
| Einwohner | 3      | 6      | 4      | 6      | 5      | 8      | 19     | 17     | 19     | 8      |
| Häuser    | 1      |        |        | 1      | 1      | 1      | 2      | 3      |        | 2      |
| Quelle    | [ 8 ]  | [ 11 ] | [ 12 ] | [ 13 ] | [ 14 ] | [ 15 ] | [ 16 ] | [ 17 ] | [ 18 ] | [ 1 ]  |

## Religion
Unterlettenrangen ist evangelisch-lutherisch geprägt und war ursprünglich nach St. Johannes der Täufer (Hutschdorf) gepfarrt, seit der zweiten Hälfte des 19. Jahrhunderts ist die Pfarrei Unsere Liebe Frau (Langenstadt) zuständig.